# Nokia 6510

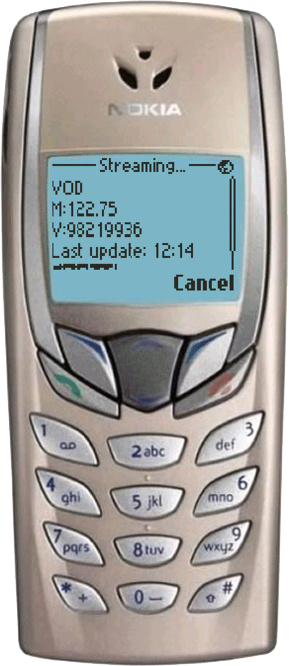
Nokia 6510

Nokia 6510 je mobilní telefon od společnosti Nokia. Byl představen v listopadu roku 2001.

## Funkce
Telefon nabízí funkce jako čas, datum, budík, stopky, minutka, kalkulačka, WAP, SIM Toolkit, hlasové vytáčení, kalendář, profily vyzvánění, filtrování hovorů, přiřazení vlastního zvonění kontaktům, vícepoložkový seznam, datové přenosy, hardwarový modem, infračervený port, synchronizace s PC, automatické zamykání klávesnice, GPRS, HSCSD, vícepoložkový seznam, hlasový záznamník, hry. FM rádio lze poslouchat klasickými sluchátky s konektorem 2,5 mm.
Paměť: 500 pro jména, 100-500 pro poznámky v kalendáři, 30 úkolů, 150 míst pro SMS
Zvonění: 35 + 5 vlastních, vibrace 

## Hlavní vlastnosti
| Vlastnosti               | Specifikace                                     |
| ------------------------ | ----------------------------------------------- |
| GSM frekvence            | 900/1800 MHz                                    |
| HSDPA                    | Ne                                              |
| HSUPA                    | Ne                                              |
| GPRS                     | Ano                                             |
| EDGE                     | Ne                                              |
| WCDMA                    | Ne                                              |
| HSCSD                    | Ano                                             |
| Procesor                 | nespecifikováno                                 |
| Displej                  | 1,2" monochromatický, 96 × 65, modré podsvícení |
| Hlavní fotoaparát        | Ne                                              |
| Webový prohlížeč         | Ano                                             |
| Multimediální zprávy     | Ne                                              |
| Video hovory             | Ne                                              |
| Podpora Javy             | Ne                                              |
| Paměť RAM                | nespecifikováno                                 |
| Paměť ROM                | nespecifikováno                                 |
| Uživatelská paměť        | nespecifikováno                                 |
| Slot na paměťové karty   | Ne                                              |
| Bluetooth                | Ne                                              |
| Podpora datového kabelu  | Ne                                              |
| E-mail klient            | Ne                                              |
| A-GPS                    | Ne                                              |
| Baterie                  | Li-Ion 750 mAh                                  |
| Výdrž na příjmu (GSM/3G) | až 12 dní/-                                     |
| Hovorový čas (GSM/3G)    | až 3 hodiny 30 minut/-                          |
| FM rádio                 | Ano                                             |
| Váha                     | 84 gramů                                        |
| Rozměry                  | 97 × 43 × 20 mm                                 |

## Speciální kódy pro Nokia 6510
- *#0000#, *#51x0# nebo *#9999# - zobrazí verzi Firmware
- *#92702689# - vstup do servisního menu
- *#06# - zobrazí IMEI
- *3370# - aktivuje EFR
- #3370# - deaktivuje EFR
- *4720# - aktivuje HR
- #4270# - deaktivuje HR